# Woodside (Californie)
Pour les articles homonymes, voir Woodside.
Woodside est une municipalité du comté de San Mateo, en Californie. La ville, administrée par un gouvernement à gérance municipale, est située sur la Péninsule de San Francisco, à mi-chemin entre San José et San Francisco, juste au nord de la Silicon Valley. Ce bourg possède l'un des revenus par habitant les plus élevés des États-Unis. Il possède de nombreux clubs hippiques.
Carl Djerassi y a établi un foyer d'artistes pour honorer la mémoire de sa fille Pamela, prématurément disparue. Cette résidence jouxte le campus de l'Université Stanford, à l'est de la ville. Parmi les autres communautés artistiques de la Baie de San Francisco, il y a lieu de citer le Montalvo Arts Center de Saratoga et le Headlands Center for the Arts de Marin.

## Démographie
| 1960  | 1970  | 1980  | 1990  | 2000  | 2010  |
| ----- | ----- | ----- | ----- | ----- | ----- |
| 3 592 | 4 734 | 5 291 | 5 035 | 5 352 | 5 287 |

## Habitants célèbres
- Alika
- Bob Cooper (journaliste)
- Charles Alden Black
- Diane Eskenazi
- Eric Heiden
- Francine Patterson
- Gerald Oshita
- Jim Moscrip
- Joan Baez
- John Doerr
- Kate Paye
- Koko (gorille)
- Michelle Pfeiffer
- David E. Kelley
- Marquez Pope
- Kenneth L. Fisher
- Larry Ellison
- Neil Young
- Nolan Bushnell
- Pete McCloskey
- Peter Folger
- Robert Hamerton-Kelly
- Robert Trent Jones, Jr.
- Shirley Temple
- Steve Jobs
- John Sculley
- Tyler MacNiven
- John Thompson
- Bill Walsh